# Себорга
Себорга (итал. Seborga), насеље је у Италији у округу Империја, региону Лигурија.
Према процени из 2011. у насељу је живело 193 становника. Насеље се налази на надморској висини од 507 м.

## Становништво
Према резултатима пописа становништва 2011. у општини је живело 323 становника.
| 1931. | 1936. | 1951. | 1961. | 1971. | 1981. | 1991. | 2001. | 2011. |
| ----- | ----- | ----- | ----- | ----- | ----- | ----- | ----- | ----- |
| 198   | 203   | 222   | 247   | 277   | 267   | 352   | 340   | 323   |

## Партнерски градови
- L’Escarène